# Gaylussacia pseudociliosa
Gaylussacia pseudociliosa är en ljungväxtart som beskrevs av Herman Otto Sleumer. Gaylussacia pseudociliosa ingår i släktet Gaylussacia och familjen ljungväxter. Inga underarter finns listade i Catalogue of Life.